# Cory Snyder
Pour les articles homonymes, voir Snyder.
James Cory Snyder, né le 11 novembre 1962 à Inglewood (Californie), est un ancien joueur américain de baseball, qui évolue en Ligue majeure de baseball de 1986 à 1994. 

## Carrière
Cory Snyder porte les couleurs des BYU Cougars durant ses études universitaires à Brigham Young. Il est choisi par les Cleveland Indians le 4 juin 1984, en quatrième choix du premier tour de la draft. Avec l'équipe olympique américaine, il remporte la médaille d'argent à l'occasion du tournoi olympique de démonstration (le baseball fait son entrée officielle au programme en 1992) de Los Angeles durant l'été 1984.
Joueur de troisième base durant sa jeunesse, il passe au champ droit en entrant en Ligues mineures au sein de l'organisation des Indians. Il commence la saison 1986 en Triple-A, et dispute 49 matchs à ce niveau avec une moyenne au bâton de 0,302 avant de commencer sa carrière en ligue majeure le 13 juin 1986. Devenu titulaire dès cette date, il prend part à 103 matchs de juin à septembre 1986, en frappant 24 coups de circuit pour une moyenne au bâton de 0,272.
Après cinq saisons chez les Indians, il est échangé aux Chicago White Sox durant l'hiver 1990-1991. Six mois plus tard, Snyder change encore de club en étant échangé au Toroto Blue Jays. Il joue la saison 1992 pour les San Francisco Giants avant de signer son contrat le plus rémunérateur (1,5 million de dollars par saison) avec les Los Angeles Dodgers, avec lesquels il joue en 1993 et 1994.